# Ramón López Soler
Ramón López Soler, también conocido por los pseudónimos Lopecio y Gregorio Pérez de Miranda (Manresa, 1806 - Barcelona, 1836), fue un periodista y escritor romántico español, que no debe ser confundido con su cuasi homónimo y contemporáneo, el escritor costumbrista Ramón Soler.

## Biografía
Murió en plena juventud, como muchos románticos, por lo que su obra no pudo desarrollarse plenamente ni con entera originalidad; es más, ha sido mal estudiada, porque con frecuencia usó pseudónimos que la encubrieron. Con catorce años ya colaboró con Buenaventura Carlos Aribau y otros autores en la publicación del drama La libertad restaurada (1820). Después también habría de participar con Aribau (que habría de dar el grito de renacimiento literario catalán con su célebre Oda a la Patria) en la fundación de la revista barcelonesa El Europeo (1823-1824), por la que el Romanticismo se introdujo en España, y en la que colaboraron desde el principio el inglés Ernesto Cook y los italianos Luis Monteggia y Florencio Galli. En esta revista se divulgaba el panorama literario europeo y se explicaban las nuevas tendencias románticas no sólo como genuinamente españolas, sino en el más amplio sentido con que se propagaban en Alemania, Italia e Inglaterra. Vio la luz pública el 1 de octubre de 1823 y en ella apareció por primera vez en castellano el poema de lord Byron «El Giaour»; también por vez primera aparecieron en esta revista los nombres de los grandes poetas románticos europeos.
Su primera novela fue un plagio, una adaptación (con pasajes traducidos) del Ivanhoe, de Walter Scott, como declaró el mismo autor en el prólogo y resaltó Ramón Mesonero Romanos al llamarlo Ivanhoe «disfrazado». No obstante, también toma de Quentin Duward y de Waverley, otras dos novelas del escocés; es más, incluye pasajes de diversos poemas de Byron y de la Historia del padre Juan de Mariana. Se trata de Los bandos de Castilla o El caballero del cisne (1830), que noveliza un episodio en la rivalidad entre Juan II y los infantes de Aragón. En ella, López Soler contrapone el Aragón de la época, identificado con la superioridad moral, a una Castilla corrupta y decadente, de forma que queda patente el regionalismo del autor. La trama amorosa se centra en Ramiro del Pimentel, Caballero del Cisne, que combate contra don Pelayo de Luna, hijo del famoso condestable, por la mano de Blanca de Castromerín. El valor mayor de esta obra es su visión sentimental y melancólica de la naturaleza; algunos pasajes propios, como su digresión sobre los trovadores; la inclusión de numerosas poesías de la época medieval castellana; y el gran estilo y aguda inteligencia que revela el prólogo de esta novela histórica, una de las primeras de este género en castellano. Dicho prólogo es un verdadero manifiesto romántico y contiene, entre otras muchas curiosidades, un anticipo de la futura revalorización de El Greco. Así define el Romanticismo:

Libre, impetuosa, salvaje por decirlo así, tan admirable en el osado vuelo de sus inspiraciones, como sorprendente en sus sublimes descarríos, puédese afirmar que la literatura romántica es el intérprete de aquellas pasiones vagas e indefinibles, que dando al hombre un sombrío carácter, lo impelen hacia la soledad, donde busca en el bramido del mar y en el silbido de los vientos las imágenes de sus recónditos pesares. Así pulsando una lira de ébano, orlada la frente de fúnebre ciprés, se ha presentado al mundo esta musa solitaria, que tanto se complace en pintar las tempestades del universo y las del corazón humano: así cautivando con mágico prestigio la fantasía de sus oyentes, inspírales fervorosa el deseo de la venganza, o enternéceles melancólica con el emponzoñado recuerdo de las pasadas delicias. En medio de horrorosos huracanes, de noches en las que apenas se trasluce una luna amarillenta, reclinado al pie de los sepulcros, o errando bajo los arcos de antiguos alcázares y monasterios, suele elevar su peregrino canto semejante a aquellas aves desconocidas, que sólo atraviesan los aires cuando parece anunciar el desorden de los elementos la cólera del Altísimo, o la destrucción del universo.

Declara en este prólogo el autor su admiración por Scott y Byron, y una particular apetencia de imitar la mística castellana; así como demuestra un grado más acendrado de Romanticismo que el que ya había expuesto en El Europeo.
López Soler colaboró también en El Vapor (1833-1835) con otros compañeros del grupo. Víctor Hugo encontró en él a uno de sus más fieles adeptos, de forma que adaptó —en realidad, resumió— Notre-Dame de Paris en La catedral de Sevilla (1834), donde traspasa la acción a la época de Pedro I de Castilla, no sin incurrir en estruendosos y enormes anacronismos. Tradujo a Chateaubriand y publicó con el seudónimo de «Gregorio Pérez de Miranda» tres novelas cortas en 1832: Kar-Osman, sobre los amores de un capitán griego y una española en el siglo xvi —en realidad, otra traducción del poema «El Giaour», de Byron—; Jaime el Barbudo, o sea, La sierra de Crevillente, historia del famoso bandolero catalán de la época de Fernando VII; y Enrique de Lorena, que transcurre en la época de Enrique III de Francia. En El pirata de Colombia se inspiró en la figura real del pirata Roberto Gibbs. Finalmente, imprimió El primogénito de Alburquerque (1833-1834), sobre los amores de Pedro I de Castilla y María de Padilla, usando como fuente la Crónica de Pedro I, del canciller Pero López de Ayala. Otra novela suya, editada modernamente, es Las señoritas de hogaño y las doncellas de antaño.
En sus últimos años fue un colaborador del editor madrileño Delgado.

## Obras
- Los bandos de Castilla o El caballero del cisne, Valencia: Cabrerizo, 1830, 3 vols.
- Kar-Osman. Memorias de la casa de Silva, 1832.
- Jaime el Barbudo, o sea, La sierra de Crevillente, 1832.
- Enrique de Lorena, 1832.
- El pirata de Colombia
- Memorias del príncipe de Wolfen
- El primogénito de Alburquerque (1833-1834) , que transcurre en la época de Enrique III de Francia. Finalmente imprimió El primogénito de Alburquerque (1833-1834)
- La catedral de Sevilla (1834).
- Las señoritas de hogaño y las doncellas de antaño.
- La sacerdotisa druida; y Las ruinas de Persépolis. Libro traducido del latín e ilustrado con varias notas por Gregorio Pérez de Miranda Valencia: imp. de Cabrerizo, 1832.